# США на летних Олимпийских играх 1932
США на летних Олимпийских играх 1932 была представлена 474 спортсменами в 17 видах спорта. Это уже вторые Олимпийские игры, которые прошли на территории США. В 1904 году летние Олимпийские игры прошли в Сент-Луисе. 
По количеству завоёванных медалей игры в Лос-Анджелесе стали самыми успешными после игр 1904 года, но по количеству золотых наград результат, показанный на нынешних играх уступил ещё и играм 1924 года, когда сборная США завоевала 45 золотых медалей.
Главной героиней игр стала пловчиха Хэлен Мэдисон, завоевавшая три золотых медали, установив при этом два мировых рекорда.

## Награды

### Золото
| Золото | |                                                                 |
| №      | Спортсмены | Вид спорта (дисциплина)                                         |
| 1      | Уильям Гилмор Кеннет Майерс | Академическая гребля (мужчины, двойка парная)                   |
| 2      | Эдвард Дженнингс Чарльз Киффер Джозеф Шауэрс | Академическая гребля (мужчины, двойка распашная с рулевым)      |
| 3      | Джеймс Блэр Чарльз Чендлер Дэвид Данлап Норрис Грэм Данкан Грегг Уинслоу Холл Бертон Джастрам Эдвин Солсбери Гарольд Тауэр                                 | Академическая гребля (мужчины, четвёрка распашная без рулевого) |
| 4      | Эдвард Флинн | Бокс (мужчины, до 66,7 кг)                                      |
| 5      | Кармен Барт | Бокс (мужчины, до 72,6 кг)                                      |
| 6      | Роберт Пирс | Борьба (мужчины, вольная, до 56 кг)                             |
| 7      | Джек ван Беббер | Борьба (мужчины, вольная, до 72 кг)                             |
| 8      | Питер Мерингер | Борьба (мужчины, вольная, до 87 кг)                             |
| 9      | Эдвин Арго Ирл Фостер Гарри Чемберлин | Конный спорт (командное троеборье)                              |
| 10     | Эдди Толан | Лёгкая атлетика (мужчины, 100 м)                                |
| 11     | Эдди Толан | Лёгкая атлетика (мужчины, 200 м)                                |
| 12     | Билл Карр | Лёгкая атлетика (мужчины, 400 м)                                |
| 13     | Джордж Сейлинг | Лёгкая атлетика (мужчины, 110 м с барьерами)                    |
| 14     | Хектор Дайер Роберт Кисл Эмметт Топпино Фрэнк Викофф | Лёгкая атлетика (мужчины, 4×100 м)                              |
| 15     | Эдгар Аблович Билл Карр Иван Фукуа Карл Уорнер | Лёгкая атлетика (мужчины, 4×400 м)                              |
| 16     | Эд Гордон | Лёгкая атлетика (мужчины, прыжки в длину)                       |
| 17     | Билл Миллер | Лёгкая атлетика (мужчины, прыжки с шестом)                      |
| 18     | Лео Секстон | Лёгкая атлетика (мужчины, толкание ядра)                        |
| 19     | Джон Андерсон | Лёгкая атлетика (мужчины, метание диска)                        |
| 20     | Джеймс Бош | Лёгкая атлетика (мужчины, десятиборье)                          |
| 21     | Бейб Дидриксон | Лёгкая атлетика (женщины, бег на 80 м с барьерами)              |
| 22     | Мэри Кэрью Эвелин Фурщ Аннетт Роджерс Вильхельмина фон Бремен                                                                                              | Лёгкая атлетика (женщины, 4×100 м)                              |
| 23     | Джин Шили | Лёгкая атлетика (женщины, прыжки в высоту)                      |
| 24     | Бейб Дидриксон | Лёгкая атлетика (женщины, метание копья)                        |
| 25     | Лиллиан Копеланд | Лёгкая атлетика (женщины, метание диска)                        |
| 26     | Гилберт Грей Эндрю Либано | Парусный спорт (мужчины, класс «Звёздный»)                      |
| 27     | Джон Биби Альфонс Бёрнард Ричард Мур Кеннет Кейри Оуэн Чёрчилл Уильям Купер Пьерпонт Дэвис Карл Дорси Джон Хюттнер Алан Морган Роберт Саттон Томас Уэбстер | Парусный спорт (мужчины, класс 8 м)                             |
| 28     | Бастер Краббе | Плавание (мужчины, вольный стиль, 400 м)                        |
| 29     | Хэлен Мэдисон | Плавание (женщины, вольный стиль, 100 м)                        |
| 30     | Хэлен Мэдисон | Плавание (женщины, вольный стиль, 400 м)                        |
| 31     | Эленор Холм | Плавание (женщины, на спине, 100 м)                             |
| 32     | Хэлен Джонс Хэлен Мэдисон Жозефин Макким Элеанор Гаратти                                                                                                   | Плавание (женщины, вольный стиль, 4×100 м)                      |
| 33     | Майкл Галитцен | Прыжки в воду (мужчины, трамплин, 3 м)                          |
| 34     | Гарольд Смит | Прыжки в воду (мужчины, вышка, 10 м)                            |
| 35     | Джорджия Коулмэн | Прыжки в воду (женщины, трамплин, 3 м)                          |
| 36     | Дороти Пойнтон | Прыжки в воду (женщины, вышка, 10 м)                            |
| 37     | Даллас Бикслер | Спортивная гимнастика (мужчины, перекладина)                    |
| 38     | Джордж Рот | Спортивная гимнастика (мужчины, упражнения с предметом)         |
| 39     | Джордж Галак | Спортивная гимнастика (мужчины, кольца)                         |
| 40     | Реймонд Басс | Спортивная гимнастика (мужчины, лазание по канату)              |
| 41     | Роулэнд Вулф | Спортивная гимнастика (мужчины, акробатические прыжки)          |

### Серебро
| Серебро |                                                                                           |                                                         |
| №       | Спортсмены                                                                                | Вид спорта (дисциплина)                                 |
| 1       | Уильям Миллер                                                                             | Академическая гребля (мужчины, одиночка)                |
| 2       | Эдгар Немир                                                                               | Борьба (мужчины, вольная, до 61 кг)                     |
| 3       | Джек Райли                                                                                | Борьба (мужчины, вольная, свыше 87 кг)                  |
| 4       | Ирл Фостер                                                                                | Конный спорт (индивидуальное троеборье)                 |
| 5       | Гарри Чемберлин                                                                           | Конный спорт (индивидуальный конкур)                    |
| 6       | Ральф Меткалф                                                                             | Лёгкая атлетика (мужчины, 100 м)                        |
| 7       | Джордж Симпсон                                                                            | Лёгкая атлетика (мужчины, 200 м)                        |
| 8       | Бен Истмэн                                                                                | Лёгкая атлетика (мужчины, 400 м)                        |
| 9       | Ральф Хилл                                                                                | Лёгкая атлетика (мужчины, 5000 м)                       |
| 10      | Перси Бёрд                                                                                | Лёгкая атлетика (мужчины, 110 м с барьерами)            |
| 11      | Гленн Хардин                                                                              | Лёгкая атлетика (мужчины, 400 м с барьерами)            |
| 12      | Ламберт Редд                                                                              | Лёгкая атлетика (мужчины, прыжки в длину)               |
| 13      | Роберт ван Осдел                                                                          | Лёгкая атлетика (мужчины, прыжки в высоту)              |
| 14      | Харлоу Ротерт                                                                             | Лёгкая атлетика (мужчины, толкание ядра)                |
| 15      | Генри Ля Борд                                                                             | Лёгкая атлетика (мужчины, метание диска)                |
| 16      | Эвелин Холл                                                                               | Лёгкая атлетика (женщины, 80 м с барьерами)             |
| 17      | Бейб Дидриксон                                                                            | Лёгкая атлетика (женщины, прыжки в высоту)              |
| 18      | Рут Осбёрн                                                                                | Лёгкая атлетика (женщины, метание диска)                |
| 19      | Темпл Эшбрук Роберт Карлсон Конан, Фредерик Эмметт Дэвис Дональд Уиллс Дуглас Чарльз Смит | Парусный спорт (мужчины, класс 6 м)                     |
| 20      | Фрэнк Бут Джордж Фисслер Майола Калили Мануэлла Калили                                    | Плавание (мужчины, вольный стиль, 4×200 м)              |
| 21      | Ленор Кайт                                                                                | Плавание (женщины, вольный стиль, 400 м)                |
| 22      | Гарольд Смит                                                                              | Прыжки в воду (мужчины, трамплин, 3 м)                  |
| 23      | Майкл Галитцен                                                                            | Прыжки в воду (мужчины, вышка, 10 м)                    |
| 24      | Катерин Роулз                                                                             | Прыжки в воду (женщины, трамплин, 3 м)                  |
| 25      | Джорджия Коулмэн                                                                          | Прыжки в воду (женщины, вышка, 10 м)                    |
| 26      | Фрэнк Камский Альфред Йохим Фред Мейер Майкл Шулер Фрэнк Хоболд                           | Спортивная гимнастика (мужчины, командное первенство)   |
| 27      | Филип Эренберг                                                                            | Спортивная гимнастика (мужчины, упражнения с предметом) |
| 28      | Билл Дентон                                                                               | Спортивная гимнастика (мужчины, кольца)                 |
| 29      | Уильям Гэлбрайт                                                                           | Спортивная гимнастика (мужчины, лазание по канату)      |
| 30      | Эдвин Гросс                                                                               | Спортивная гимнастика (мужчины, акробатические прыжки)  |
| 31      | Альфред Йохим                                                                             | Спортивная гимнастика (мужчины, опорный прыжок)         |
| 32      | Джозеф Левис                                                                              | Фехтование (мужчины, индивидуальная рапира)             |

### Бронза
| Бронза | |                                                         |
| №      | Спортсмены | Вид спорта (дисциплина)                                 |
| 1      | Луис Салика | Бокс (мужчины, до 50,8 кг)                              |
| 2      | Натан Бор | Бокс (мужчины, до 61,2 кг)                              |
| 3      | Фредерик Фири | Бокс (мужчины, свыше 79,4 кг)                           |
| 4      | Герберт Уайлдмэн Калверт Стронг Остин Клэпп Филип Добенспек Чарльз Финн Чарльз Маккалистер Уолли О’Коннор                                                                          | Водное поло (мужчины)                                   |
| 5      | Хирам Таттл | Конный спорт (индивидуальная выездка)                   |
| 6      | Исаак Киттс Элвин Мур Хирам Таттл | Конный спорт (командная выездка)                        |
| 7      | Ральф Меткалф | Лёгкая атлетика (мужчины, 200 м)                        |
| 8      | Морган Тейлор | Лёгкая атлетика (мужчины, 400 м с барьерами)            |
| 9      | Джо Маккласки | Лёгкая атлетика (мужчины, 3000 м с препятствиями)       |
| 10     | Джордж Джефферсон | Лёгкая атлетика (мужчины, прыжки с шестом)              |
| 11     | Питер Заремба | Лёгкая атлетика (мужчины, толкание ядра)                |
| 12     | Вильхельмина фон Бремен | Лёгкая атлетика (женщины, 100 м)                        |
| 13     | Альберт Шварц | Плавание (мужчины, вольный стиль, 100 м)                |
| 14     | Джеймс Кристи | Плавание (мужчины, вольный стиль, 1500 м)               |
| 15     | Элеанор Гаратти | Плавание (женщины, вольный стиль, 100 м)                |
| 16     | Ричард Дегенер | Прыжки в воду (мужчины, трамплин, 3 м)                  |
| 17     | Франк Куртц | Прыжки в воду (мужчины, вышка, 10 м)                    |
| 18     | Джейн Фонтц | Прыжки в воду (женщины, трамплин, 3 м)                  |
| 19     | Марион Ропер | Прыжки в воду (женщины, вышка, 10 м)                    |
| 20     | Ричард Майо | Современное пятиборье (мужчины)                         |
| 21     | Уильям Кюлемайер | Спортивная гимнастика (мужчины, упражнения с предметом) |
| 22     | Фрэнк Хоболд | Спортивная гимнастика (мужчины, конь)                   |
| 23     | Томас Конноли | Спортивная гимнастика (мужчины, лазание по канату)      |
| 24     | Уильям Херрман | Спортивная гимнастика (мужчины, акробатические прыжки)  |
| 25     | Эд Кармайкл | Спортивная гимнастика (мужчины, опорный прыжок)         |
| 26     | Энтони Терлаццо | Тяжёлая атлетика (мужчины, до 60 кг)                    |
| 27     | Генри Дуэй | Тяжёлая атлетика (мужчины, до 82,5 кг)                  |
| 28     | Джордж Калнан Мигель де Каприлс Густаве Мариниус Хайс Трейси Джекел Франк Ригхаймер Кёртис Ширс                                                                                    | Фехтование (мужчины, командная шпага)                   |
| 29     | Хью Алессандрони Джордж Калнан Эвери Дернелл Джозеф Левис Франк Ригхаймер Ричард Стир                                                                                              | Фехтование (мужчины, командная рапира)                  |
| 30     | Уильям Боддингтон Гарольд Брюстер Рой Коффин Эмос Дикон Хорас Дисстон Сэм Юинг Джеймс Джентл Генри Грир Лоренс Нэпп Дэйв Макмаллин Леонард О’Брайен Чарльз Шиффер Фредерик Уолтерс | Хоккей на траве (мужчины)                               |

## Результаты соревнований

### Академическая гребля
Соревнования в академической гребле на Играх 1932 года проходили с 9 по 13 августа. В следующий раунд из каждого заезда проходили несколько лучших экипажей (в зависимости от раунда и дисциплины). В финал выходили 4 сильнейших экипажа.
Мужчины
| Соревнование | Спортсмены              | Предварительный заезд | Предварительный заезд | Предварительный заезд | Отборочный заезд | Отборочный заезд | Отборочный заезд | Финал                 | Финал                 |
| Соревнование | Спортсмены              | Заезд                 | Время                 | Место                 | Заезд            | Время            | Место            | Время                 | Место                 |
| ------------ | ----------------------- | --------------------- | --------------------- | --------------------- | ---------------- | ---------------- | ---------------- | --------------------- | --------------------- |
| одиночки     | Уильям Миллер           | 1                     | 7:29,2                | 2                     | 1                | 8:05,8           | 1 Q              | 7:45,2                | 2                     |
| двойки       | Юджин Кларк Томас Кларк | 1                     | 8:03,2                | 3                     | 1                | 8:23,0           | 4                | завершили выступление | завершили выступление |

### Водное поло

#### Мужчины
Состав команды
| Мужская сборная США по водному поло | Мужская сборная США по водному поло | Мужская сборная США по водному поло | Мужская сборная США по водному поло | Мужская сборная США по водному поло | Мужская сборная США по водному поло | Мужская сборная США по водному поло | Мужская сборная США по водному поло |
| №                                   | Имя                                 | Дата рождения (возраст)             | Рост                                | Вес                                 | Клуб                                | Игры                                | Голы                                |
| ----------------------------------- | ----------------------------------- | ----------------------------------- | ----------------------------------- | ----------------------------------- | ----------------------------------- | ----------------------------------- | ----------------------------------- |
|                                     | Герберт Уайлдмэн (GK)               | 6 сентября 1912 (19 лет)            |                                     |                                     | Атлетический клуб Лос-Анджелеса     | 4                                   | -12                                 |
|                                     | Калверт Стронг                      | 12 августа 1907 (24 года)           |                                     |                                     | Атлетический клуб Лос-Анджелеса     | 4                                   | 0                                   |
|                                     | Чарльз Финн                         | 28 июля 1897 (35 лет)               |                                     |                                     | Атлетический клуб Лос-Анджелеса     | 4                                   | 0                                   |
|                                     | Гарольд Маккалистер                 | 14 октября 1903 (28 лет)            |                                     |                                     | Атлетический клуб Лос-Анджелеса     | 4                                   | 0                                   |
|                                     | Филип Добенспек                     | 28 октября 1905 (26 лет)            |                                     |                                     | Атлетический клуб Лос-Анджелеса     | 4                                   | 14                                  |
|                                     | Остин Клэпп                         | 8 ноября 1910 (21 год)              |                                     |                                     | Атлетический клуб Лос-Анджелеса     | 4                                   | 4                                   |
|                                     | Уолли О’Коннор                      | 25 августа 1903 (28 лет)            |                                     |                                     | Атлетический клуб Лос-Анджелеса     | 4                                   | 2                                   |

Результаты
Групповой этап
| Место | Команда  | И | В | Н | П | МЗ | МП | МР  | Очки |
| ----- | -------- | - | - | - | - | -- | -- | --- | ---- |
| 1     | Венгрия  | 3 | 3 | 0 | 0 | 31 | 2  | +29 | 6    |
| 2     | Германия | 4 | 2 | 1 | 1 | 23 | 13 | +10 | 5    |
| 3     | США      | 4 | 2 | 1 | 1 | 20 | 12 | +8  | 5    |
| 4     | Япония   | 3 | 0 | 0 | 3 | 0  | 38 | -38 | 0    |
| 5     | Бразилия | 2 | 0 | 0 | 2 | 4  | 13 | -9  | 0    |

| 6 августа 1932 | США                          | 6:1  | Бразилия             | Лос-Анджелес Судьи: В. Г. Эмери |
| 6 августа 1932 | Счёт по половинам: 2:0, 4:1. |      |                      | Лос-Анджелес Судьи: В. Г. Эмери |
| 6 августа 1932 | Филип Добенспек — 6          | Голы | 1 — Марио де Лоренцо | Лос-Анджелес Судьи: В. Г. Эмери |

| 7 августа 1932 | США                                                   | 10:0 | Япония | Лос-Анджелес Судьи: А. Делайе |
| 7 августа 1932 | Счёт по половинам: 3:0, 7:0.                          |      |        | Лос-Анджелес Судьи: А. Делайе |
| 7 августа 1932 | Филип Добенспек — 5 Остин Клэп — 3 Уолли О'Коннор — 2 | Голы |        | Лос-Анджелес Судьи: А. Делайе |

| 9 августа 1932 | США                                | 4:4  | Германия                                             | Лос-Анджелес Судьи: А. Делайе |
| 9 августа 1932 | Счёт по половинам: 2:3, 2:1.       |      |                                                      | Лос-Анджелес Судьи: А. Делайе |
| 9 августа 1932 | Филип Добенспек — 3 Остин Клэп — 1 | Голы | 1 — Ганс Итце, Отто Кордес, Гайко Шварц, Ганс Шульце | Лос-Анджелес Судьи: А. Делайе |

| 9 августа 1932 | США                          | 0:7  | Венгрия                                | Лос-Анджелес Судьи: А. Делайе |
| 9 августа 1932 | Счёт по половинам: 0:4, 0:3. |      |                                        | Лос-Анджелес Судьи: А. Делайе |
| 9 августа 1932 |                              | Голы | 4 — Оливер Халашши 3 — Мартон Хомоннаи | Лос-Анджелес Судьи: А. Делайе |